# Leonardo Casanova
Leonardo Casanova Díaz (Tuxtla Gutiérrez, Chiapas, México, 2 de junio de 1985). Es un futbolista mexicano que juega en la demarcación de Defensa. Es hermano del también futbolista profesional Miguel Ángel Casanova. Desde febrero de 2020 es agente libreX.

## Clubes

### Como jugador
| Club                  | País   | Año       | Partidos | Goles |
| --------------------- | ------ | --------- | -------- | ----- |
| Jaguares de Tapachula | México | 2004-2005 | 3        | 0     |
| Salamanca             | México | 2006-2007 | 1        | 0     |
| Jaguares de Tapachula | México | 2007-2008 | 25       | 2     |
| Irapuato FC           | México | 2008-2010 | 20       | 1     |
| Cruz Azul Hidalgo     | México | 2011-2012 | 14       | 1     |
| Irapuato FC           | México | 2012-2013 | 5        | 0     |

### Como entrenador
| Club                   | País   | Año             |
| ---------------------- | ------ | --------------- |
| Cafetaleros de Chiapas | México | 2020 - presente |

## Estadísticas

### Resumen estadístico
| Competencia                | Partidos | Goles |
| -------------------------- | -------- | ----- |
| Liga de Ascenso de México  | 82       | 4     |
| Segunda División de México | 2        | 0     |
| Total                      | 84       | 4     |